# Bischwiller

Karte von Pfalz-Zweibrücken und anderer pfälzischer Linien um 1700

Bischwiller,  deutsch Bischweiler, ist eine französische Gemeinde mit 12.435 Einwohnern (Stand 1. Januar 2021) im Département Bas-Rhin in der Europäischen Gebietskörperschaft Elsass und in der Region Grand Est. Sie liegt im Arrondissement Haguenau-Wissembourg an der Moder.

## Geographie
Die Kleinstadt liegt im Unterelsass an der rechten Seite der Moder, etwa 25 Kilometer nordnordöstlich von Straßburg und acht Kilometer südöstlich von Hagenau.

## Geschichte
Bischwiller, früher Bischofsweiler, lateinisch Episcopi villa, ist eine Gründung der Bischöfe von Straßburg im Heiligen Römischen Reich, denen Kaiser Heinrich II. zu Beginn des 11. Jahrhunderts unbewohnte Ländereien und Jagdreviere geschenkt hatte. Ein erster dokumentierter Weiler namens „Bischofeswilre“ fiel 1263 einem Brand zum Opfer. Am Ende des 13. Jahrhunderts übergaben die Straßburger das Land in profane Hände, im Hoch- und Spätmittelalter wechselte es mehrfach den Besitzer.
1524 erwarben den Ort die Grafen von Pfalz-Zweibrücken-Birkenfeld, in deren Besitz er bis zur Französischen Revolution verblieb. Ihre Residenz war das 1795 zerstörte Schloss Tiefental mit einem weitläufigen Park nördlich der heutigen protestantischen Kirche.

### Französische Gemeinde
Die Reformation wurde im Jahre 1588 durch Johann I. eingeführt.
Nur wenige Wochen nach der Feier des Reformationsjubiläums nahm dessen Sohn Johann II. im November 1617 auch in Bischwiller Hugenotten und Wallonen aus den Spanische Niederlande auf. Es kam zu einem Zuzug von Hugenotten aus Lixheim, Pfalzburg und Badonviller. Diese Ortschaften mit einer reformierten Kirche gerieten allmählich unter die Herrschaft des fundamentalistischen Katholiken Herzog Heinrich II. von Lothringen.
Von Beruf häufig Gerber, Tuchmacher und Tuchhändler, etablierten Hugenotten aus Lothringen, den Ardennen und der Picardie in der heutigen Rue Française, damals Welschgass, eine florierende Textil- und Wollindustrie.
Im Jahr 1680 wurde der Ort zusammen mit dem Besitz Pfalz-Zweibrückens im Rahmen der sogenannten Reunionspolitik Ludwigs XIV. vom Königreich Frankreich annektiert, was im Frieden von Rijswijk 1697 bestätigt wurde. Im 19. Jahrhundert gab es im Ort über hundert Werkstätten und Manufakturen.

### Exodus von 1871
Durch den Frankfurter Frieden vom 10. Mai 1871 kam das Gebiet an das deutsche Reichsland Elsaß-Lothringen und der Ort wurde dem Kreis Hagenau im Bezirk Unterelsass zugeordnet. Zwischen 1870 und 1874 verließen rund 4000 Einwohner Bischwiller und wanderten nach Frankreich aus. Mehr als 2000 von ihnen ließen sich in Elbeuf in der Normandie nieder, weitere Standorte waren Vire, Sedan, Roubaix, Tourcoing und Reimsa.

### Eisenbahnunfall von 1900
Am 4. Januar 1900 kam es zu einem schweren Eisenbahnunfall im Bahnhof Bischweiler, als ein aus Berlin kommender Schnellzug, der nach Basel unterwegs war, auf einen dort haltenden Güterzug auffuhr. Dessen letzter, mit 40 m³ Spiritus beladener Kesselwagen, explodierte. Vier Menschen starben.

### Abtretung an Frankreich 1919
Nach dem Ersten Weltkrieg musste die Region aufgrund der Bestimmungen des Versailler Vertrags 1919 an Frankreich abgetreten werden. Im Zweiten Weltkrieg war das Gebiet von der deutschen Wehrmacht besetzt, und der Ort stand bis 1944 unter deutscher Verwaltung. Die jüdische Bevölkerung wurde 1940 nach Südfrankreich deportiert und die Synagoge zerstört. Laut Yad Vashem wurden 18 Juden aus Bischwiller Opfer des Holocaust.
Im 20. Jahrhundert erholte sich Bischwiller nach zwei Weltkriegen nur langsam. Durch die Restaurierung seiner Fassaden, Werbung für seine historischen Wurzeln, Ausbau seiner kulturellen und sportlichen Initiativen und Einrichtung einer Reihe kleinerer Hotels und Gaststätten öffnet es sich allmählich dem Tourismus, die Infrastruktur ist aber nicht auf größere Besucherzahlen ausgerichtet.
Seit den 1960er Jahren leben in Bischwiller zahlreiche türkische Einwanderer, die zunächst als Gastarbeiter für die Textilfabriken angeworben wurden; allmählich bildete sich hier dann ein Zentrum der türkischen Gemeinde für die gesamte Region, so besteht etwa der Sportverein Union sportive turc de Bischwiller. Vor allem seit dem Niedergang der örtlichen Textilindustrie kommt es immer wieder zu Spannungen zwischen der einheimischen elsässischen Bevölkerung und den Migranten, deren Integration nur teilweise gelungen ist.

### Demographie
| Jahr | Einwohner | Anmerkungen |
| ---- | --------- | --- |
| 1780 | –         | großer Marktflecken mit etwa 500 Feuerstellen (Haushaltungen)                                                                                     |
| 1821 | 4806      | einschließlich einer abseits gelegenen Mühle und des Weilers Hanhofen mit 180 Häusern, davon 2844 Reformierte, 1663 Lutheraner und 301 Katholiken |
| 1846 | 6642      | [ 13 ] |
| 1866 | 9911      | [ 14 ] |
| 1872 | 9231      | am 1. Dezember, in 1311 Häusern |
| 1880 | 6827      | am 1. Dezember, auf einer Fläche von 1710 ha, in 1249 Wohnhäusern, davon 1448 Katholiken, 5160 Protestanten und 206 Juden                         |
| 1885 | 6815      | davon 1586 Katholiken, 4962 Evangelische und 210 Juden                                                                                            |
| 1890 | 7017      | [ 13 ] |
| 1900 | 7897      | mit der Garnison (eine Abteilung Feldartillerie Nr. 67), meist evangelische Einwohner                                                             |
| 1905 | 8279      | [ 13 ] |
| 1910 | 8149      | [ 13 ] [ 19 ] |

## Bauwerke

### Profanbauten

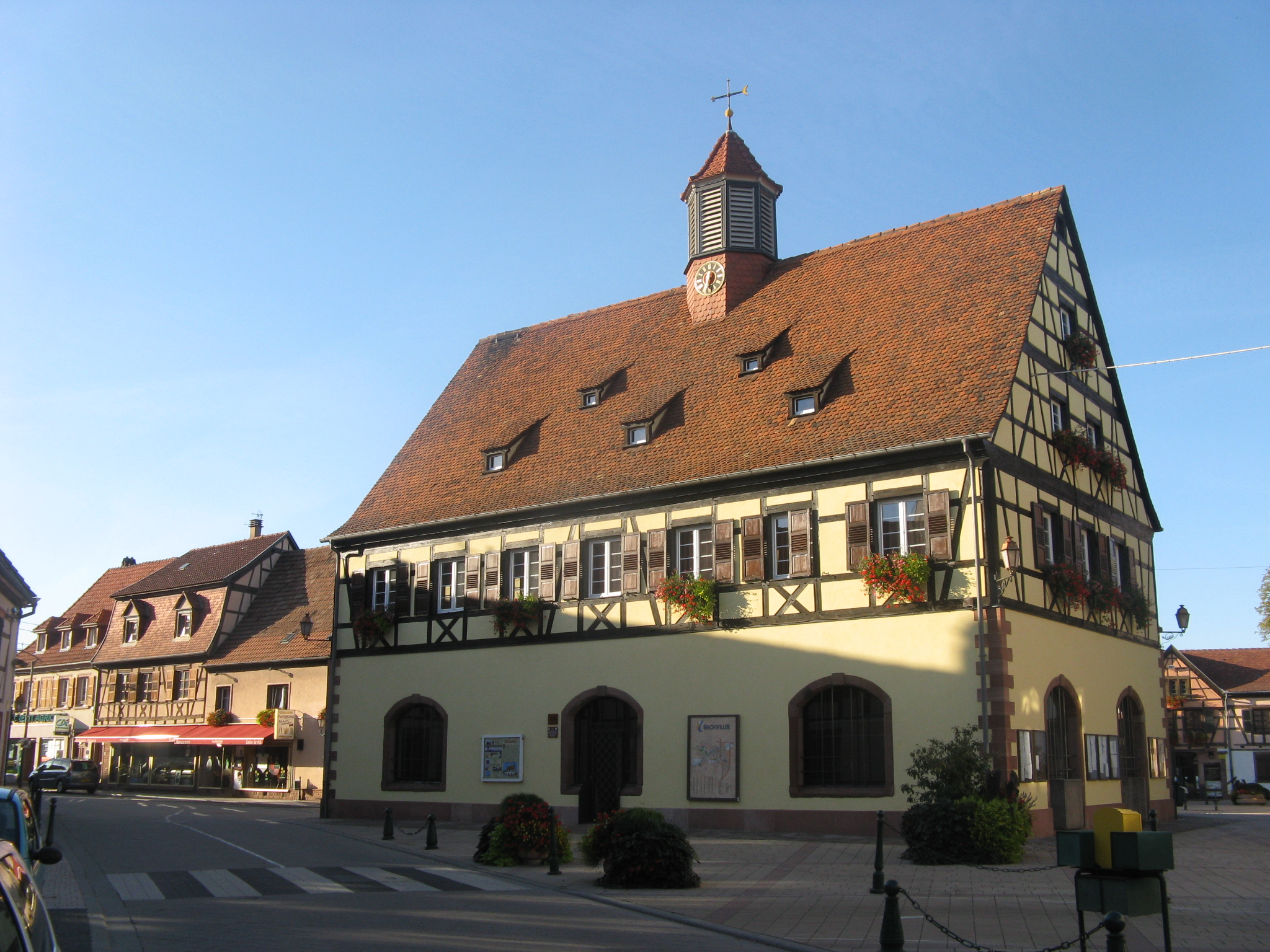
Ehemaliges Rathaus La Laub

Blickfang des Ortszentrums ist der Rathausplatz (Place de la Mairie) in harmonisch geschlossener Fachwerkbauweise.
- Das alte Rathaus La Laub (errichtet 1665) entstand in Bischwillers wirtschaftsgeschichtlicher Blütezeit unter Herzog Christian II. (Pfalz-Zweibrücken-Birkenfeld). Unter seinen Arkaden wurden die Märkte und Messen der Tuchhändler abgehalten. Bis zur Französischen Revolution fanden alljährlich am 15. August – zu Mariä Himmelfahrt – musikalische Darbietungen statt. Heute beherbergt das Gebäude ein Museum.
- Ein weiterer Fachwerkbau von 1620, die Herberge „Zum Goldenen Löwen“ (Auberge du Lion d’Or) war bis zur Französischen Revolution Sitz der Bruderschaft der Dorfmusikanten (Confrérie des Ménétriers).
- Die Alte Apotheke (1681) ist ein Fachwerkbau mit Erker.
- Das heutige Rathaus, das ehemalige Gasthaus A la Rose ist ca. 100 Jahre jünger; der langgestreckte Barockbau fällt am Marktplatz stilistisch aus dem Rahmen.

### Sakralbauten
- Die reformierte Kirche von 1525 – errichtet unter Verwendung der Bausubstanz eines Vorgängerbaus um 1300 – wurde 1722 erweitert und 1729 mit einer Orgel von Andreas Silbermann ausgestattet. Die Kirche beherbergte im Laufe der Jahrhunderte sowohl deutsche als auch französische Gemeinden. Die zugehörigen Pfarrhäuser in der Rue d’Église aus dem 18. und 19. Jahrhundert sind erhalten. Aus dem Bruchmaterial des zerstörten Schlosses entstand im 19. Jahrhundert der heutige Diakonatsbau. (Lage:48° 46′ 11,9″ N, 7° 51′ 40″ O)
- Die neoklassizistische Kirche Saint-Augustin wurde am 28. August 1837 durch den Generalvikar des Erzbistums Straßburg, Bruno Franz Leopold Liebermann, in Gegenwart aller Honoratioren des Kantons eingeweiht. (Lage:48° 45′ 49,6″ N, 7° 51′ 36,6″ O)
- Die Neuapostolische Kirche Saint-Nicolas (Lage:48° 45′ 36,6″ N, 7° 51′ 32″ O)
- Eine Simultankirche in Hanhoffen gibt es im südlichen Ortsteil von Bischwiller. (Lage (nicht belegt):48° 45′ 23,4″ N, 7° 51′ 29,7″ O)
- Die 1859 erbaute alte Synagoge wurde unter nationalsozialistischer Besetzung 1941 zerstört. (Lage 48° 45′ 52,7″ N, 7° 51′ 30,6″ O)
- Die neue Synagoge wurde 1959 als Nachfolgebau errichtet.(Lage 48° 45′ 52,8″ N, 7° 51′ 35,2″ O)

## Verkehr
Bischwiller hat einen Bahnhof an der Bahnstrecke Vendenheim–Wissembourg.

## Persönlichkeiten
- Jakob Gsell (1812–1871), Wollhändler und Kunstsammler
- Jean Daum (1825–1885), Gründer der Glasfabrik Daum Frères & Cie
- Charles Hickel (1848–1934), Reichstagsabgeordneter
- Augustin Dontenwill (1857–1931), Erzbischof von Vancouver
- Wilhelm Kapp (1865–1943), evangelischer Pfarrer und Hochschullehrer
- Otto Meissner (1880–1953), Leiter des Büros des Reichspräsidenten
- Jean Strohl (1886–1942), Zoologe, Wissenschaftshistoriker und Hochschullehrer in Zürich
- Walter Rammelt (1890–1947), deutsch-elsässischer Bildhauer
- Rolf Engelbrecht (1904–1966), Oberbürgermeister der Stadt Weinheim
- Guillaume Lieb (1904–1978), französischer Fußballnationalspieler
- Claude Vigée (1921–2020), französischer Dichter
- Lucien Muller (* 1934), französischer Fußballnationalspieler
- Bernard Graeff (* 1948), Fußballspieler

## Gemeindepartnerschaften
Bischwiller unterhält mit Hornberg in Baden-Württemberg (Deutschland) seit dem 13. September 1997 eine Städtepartnerschaft.